# Јануш Кица
Јануш Кица (Вроцлав, 1957) је пољски позоришни редитељ.

## Биографија
Uписао је студије театрологије на Јaгеленском универзитету у Кракову, где је дипломирао 1981. године.
Током студија упознаје значајне пољске редитеље и глумце и фасцинира се савременим европским авангардним позориштем.
У Келну, где је отишао након дипломирања, наставио је студије театрологије и историје уметности.
Рад у позориштима започео је као асистент редитеља (Андреја Вајде) и сценограф.
Након периода у Вупертал театру, почео је да ради као редитељ са многим немачким позориштима те у Аустрији и Словенији (Драма СНГ Марибор, СНГ Драма Љубљана, СНГ Нова Горица, СЛГ Цеље, ССГ Трст, Приморски летњи фестивал).
Сарађивао је са редитељима Петером Штајном и Андрејом Вајдом на Салцбуршком летњем фестивалу.
У иностранству је у континуитету режирао у Бечу и Загребу а често режира у градском позоришту у Мајнцу.

## Награде
- Награда Стеријиног позорја
- Награда фестивала Дани комедије, Цеље
- Бортшникова награда (1996, 2003)
- Неколико позоришних награда у Хрватској

## Театрографија
- 2020; МАРИА, СНГ Драма Љубљана[4]
- 2019; ЛОВ НА ЧАРОВНИЦЕ, Драма СНГ Марибор
- 2018; Магбет, СНГ Нова Горица
- 2018; ТА ВЕСЕЛИ ДАН АЛИ МАТИЧЕК СЕ ЖЕНИ, СНГ Драма Љубљана
- 2017; ТИСТИ ОБЧУТЕК ПАДАЊА, Драма СНГ Марибор
- 2016; ОНДИНА, СНГ Нова Горица
- 2015; ГРАД, СНГ Драма Љубљана
- 2014; ПОХУЈШАЊЕ В ДОЛИНИ ШЕНТФЛОРЈАНСКИ, Драма СНГ Марибор
- 2013; ТРИ СЕСТРЕ, СНГ Драма Љубљана
- 2013; Мајстор и Маргарита, Драма СНГ Марибор
- 2011; КАР ХОЧЕТЕ, Драма СНГ Марибор
- 2011; Мој син само мало почаснеје ходи, Загребачко казалиште младих
- 2010; ЗЛАТИ ЗМАЈ, Словенско стално гледалишче Трст
- 2010; Ла боеме, Опера ин балет СНГ Марибор
- 2010; ПОНУДБА ИН ПОВПРАШЕВАЊЕ, СНГ Драма Љубљана
- 2009; ПЕЕР ГYНТ, Драма СНГ Марибор
- 2008; МОЧ НАВАДЕ, СНГ Драма Љубљана
- 2008; Хчи зрака, Словенско стално гледалишче Трст
- 2008; НАМИШЉЕНИ БОЛНИК, Словенско стално гледалишче Трст
- 2007; БОГ МАСАКРА, СНГ Драма Љубљана
- 2007; БОЛХА В УСЕШУ АЛИ КАПЉА ЧЕЗ РОБ, СНГ Нова Горица
- 2006; ПРОСТРАНА ДЕЖЕЛА, СНГ Драма Љубљана
- 2005; АЛИЦА, СНГ Нова Горица
- 2005; ЕН ШПАНСКИ КОМАД, СНГ Драма Љубљана
- 2004; МЕДТЕМ, СНГ Нова Горица
- 2004; ЗГОДБЕ ИЗ ДУНАЈСКЕГА ГОЗДА, СНГ Драма Љубљана
- 2002; Сан летње ноћи, СНГ Нова Горица
- 2002; Злочин и казна, Зунајинституционални пројекти
- 2001; Процес, СНГ Драма Љубљана
- 2000; Вихар, СНГ Драма Љубљана
- 1999; Илузија, СНГ Нова Горица
- 1999; ЧЕШЊЕВ ВРТ, СНГ Драма Љубљана
- 1998; ИГРА О ЉУБЕЗНИ ИН НАКЉУЧЈУ, Зунајинституционални пројекти
- 1998; ЖИВЉЕЊЕ ЈЕ СЕН, СНГ Драма Љубљана
- 1997; УКРОЧЕНА ТРМОГЛАВКА, Словенско људско гледалишче Цеље
- 1997; СЛУЖКИЊИ, Зунајинституционални пројекти
- 1995; Америка, Драма СНГ Марибор
- 1994; Три мускетара, Драма СНГ Марибор
- Краљ Лир[5]